# Páginas del diário de Maurício
Páginas del diário de Maurício (br: Páginas del diário de Maurício; pt: Páginas do diário de Maurício) é um filme franco-hispano-mexicano-cubano de 2006, do gênero drama, dirigido por Manoel Pérez Paredes.

## Sinopse
No dia em que completa 60 anos, Maurício decide rever sua vida relembrando a situação econômica de Cuba com o colapso da União Soviética e com a dura crise econômica dos últimos doze anos, em grande parte devido ao embargo imposto pelos Estados Unidos.
Isso ocorre durante os Jogos Olímpicos de Verão de 2000, pouco antes da entrada do novo milênio. O filme ressalta o temperamento explosivo do homem frente à sua última esposa, a professora Mirtha, recentemente falecida.

## Elenco
- Rolando Brito — Maurício
- Blanca Rosa Blanco — Mirtha
- Larisa Vega Alamar — Elena
- Enrique Molina — Guillermo
- Yipsia Torres — Tatiana
- Patrício Wood — Bobby
- Solanye Ramón — Lucía

### Atuações especiais
- Carlos Enrique Almirante
- Raúl Eguren
- Assenech Rodriguez
- Maria Elena Molinet

### Outros
- Gilda Bello
- Idalmis Garcia
- María Teresa Pina
- Raúl Pomares
- Yaneth Rodriguez